# Ad Infinitum (groupe)
Pour les articles homonymes, voir Ad Infinitum.
Ad Infinitum est un groupe suisse de metal symphonique, originaire de Montreux, en Suisse romande.

## Histoire
Le groupe est formé par Melissa Bonny, alors chanteuse du groupe Rage of Light. Adrian Theßenvitz et Niklas Müller d'Allemagne, et Jonas Asplind de Suède rejoignent ensuite le groupe.
Le groupe signe un contrat avec Napalm Records en 2019. Le premier album, Chapter I - Monarchy, sort le 3 avril 2020, financé par un projet de financement participatif,. Malgré le titre, il ne s'agit pas d'un album-concept, Bonny le considère plutôt comme le premier chapitre du groupe. La tournée prévue est annulée en raison de la pandémie de Covid-19, et est remplacée par un show de sortie en streaming. En octobre, le groupe publie un enregistrement live de 47 minutes à Cologne, réalisé sans public pendant le confinement, ainsi qu'une vidéo de la reprise de This is Halloween, une chanson de Danny Elfman tirée du film Nightmare Before Christmas. La version acoustique de l'album sort le 4 décembre 2020.
Le deuxième album, Chapter II - Legacy, sort le 29 octobre 2020. Unstoppable, le premier single de cet album, est suivi par les singles Afterlife, sur lequel le chanteur d'Amaranthe/Dynazty, Nils Molin, fait une apparition,, et Animals. Son thème principal est la légende de Vlad l'Empaleur.
Au cours de l'été 2022, Ad Infinitum joue au Rockharz Open Air, au festival Area 53, et fait la première partie d'une date de la tournée du groupe de folk-rock Feuerschwanz. En octobre et novembre de la même année, Ad Infinitum joue également avec Butcher Babies en première partie de Beyond the Black et Amaranthe.
Pendant la tournée avec Amaranthe et Beyond the Black, Ad Infinitum annonce la sortie de son troisième album studio, Chapter III - Downfall, avec le single Upside Down. Celui-ci traite de la mythologie égyptienne, avec un accent particulier sur la pharaonne égyptienne Cléopâtre.

## Style musical
Les membres du groupe écrivent et produisent les chansons ensemble. Le premier album est conçu principalement par Melissa Bonny, mais à partir du deuxième album, tous les membres du groupe participent à l'écriture. Le style musical d'Ad Infinitum est un mélange de power metal et de metal symphonique. Dans le deuxième album, on trouve en plus des éléments issus du metalcore et du djent. Des riffs de guitare sombres et lourds sont mélangés à des intermèdes orchestraux classiques. De plus, le chant alterne entre le clair et le growling, connu dans le death metal,. Bonny prend des influences musicales de Delain, Kamelot et Within Temptation.

## Discographie

### Albums studio
- 2020 : Chapter I – Monarchy (Napalm Records) (69e place des charts suisses[17])
- 2020 : Chapter I – Revisited (Napalm Records)
- 2021 : Chapter II – Legacy (Napalm Records) (63e place des charts allemands[18])
- 2023 : Chapter III – Downfall (Napalm Records) (22e place en Allemagne[18], 37e place en Suisse[17], 50e place en Autriche[19])
- 2024 : Abyss (Napalm Records)

### Singles
- 2018 : I Am the Storm
- 2020 : Marching on Versailles (Napalm Records)
- 2024 : Follow me down